# كرة السلة الجامعية في الولايات المتحدة

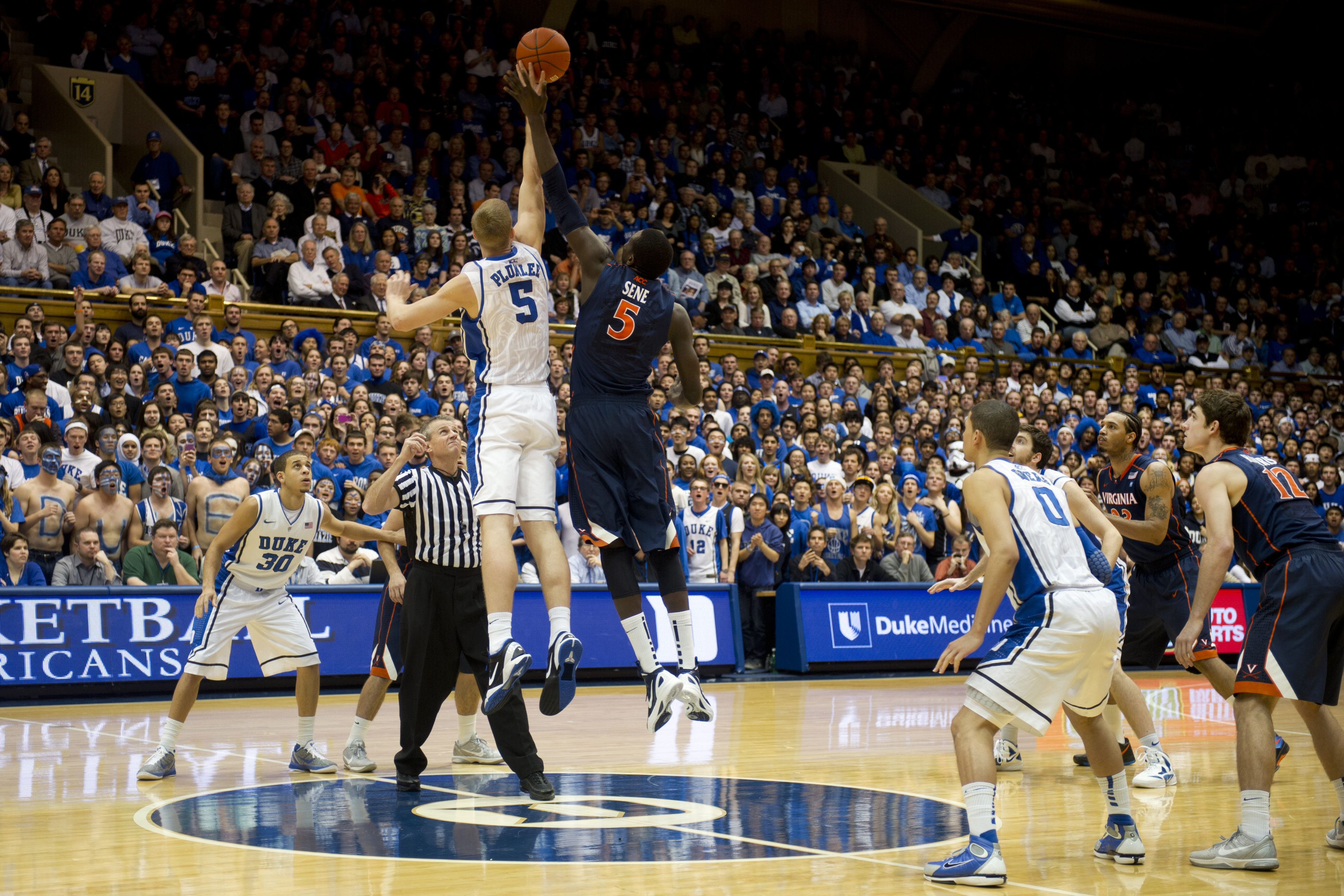
مبارات كرة السلة في الكلية NCAA للرجال بين فيرجينيا كافالييرز وديوك بلو ديفيلز

في جامعات الولايات المتحدة ، تخضع كرة السلة من الدرجة الأولى للهيئات الرياضية الجماعية ، بما في ذلك الرابطة الوطنية لألعاب القوى الجماعية (NCAA) ، والرابطة الوطنية لألعاب القوى بين الكليات (NAIA) ، ورابطة الولايات المتحدة لألعاب القوى الجماعية (USCAA) ، والرابطة الوطنية لألعاب القوى للناشئين . (NJCAA) ، والجمعية الوطنية لألعاب القوى المسيحية (NCCAA). تنقسم كل من هذه المنظمات المختلفة من قسم إلى ثلاثة أقسام ، بناءً على عدد ومستوى المنح الدراسية التي يمكن تقديمها للرياضيين.
لكل منظمة لديها مؤتمرات مختلفة لتقسيم الفرق إلى مجموعات. يتم اختيار الفرق في هذه المؤتمرات اعتمادًا على موقع المدارس. يتم وضع هذه المؤتمرات بسبب اللعب الإقليمي للفرق وذلك من خلال جدول زمني هيكلي لكل فريق للعب في العام المقبل. أثناء اللعب بالمؤتمر ، يتم تصنيف الفرق ليس فقط من خلال NCAA بالكامل ،  ولكن أيضًا في المؤتمر الذي لعبوا فيه البطولة المؤدية إلى بطولة NCAA.